# Bảo Hưng
Bảo Hưng là một xã thuộc huyện Trấn Yên, tỉnh Yên Bái, Việt Nam.

## Địa lý
Xã Bảo Hưng có vị trí địa lý:
- Phía đông, tây, bắc giáp thành phố Yên Bái
- Phía Nam giáp xã Minh Quân.

Xã Bảo Hưng có diện tích 10,42 km², dân số năm 2019 là 2.866 người, mật độ dân số đạt 275 người/km².

## Hành chính
Xã Bảo Hưng được chia thành 7 thôn: Bảo Lâm, Bảo Long, Bình Trà, Chiến Khu, Đồng Quýt, Khe Ngay, Trực Thanh.